# Luciano Bodini
Luciano Bodini (ur. 12 lutego 1954 w Leno) – włoski piłkarz, grający na pozycji bramkarza.

## Kariera piłkarska
Wychowanek klubu Atalanta, w barwach którego w 1974 rozpoczął karierę piłkarską. W debiutanckim sezonie został wypożyczony do Cremonese, w którym grał do 1977. W latach 1979–1989 bronił barw Juventusu, z którym jako rezerwowy czterokrotnie zdobył mistrzostwo Włoch. Potem występował w Hellas Verona. W 1990 został zaproszony do Interu Mediolan, ale po roku opuścił klub. Po pięcioletniej przerwie w 1996 został piłkarzem amatorskiego zespołu Versilia, w którym zakończył karierę piłkarską w roku 1999.

## Sukcesy i odznaczenia

### Sukcesy klubowe
Cremonese
- mistrz Serie C: 1976-1977 (gr. A)

Juventus
- mistrz Włoch: 1980/81[2], 1981/82[2], 1983/84, 1985/86[2]
- zdobywca Pucharu Włoch: 1982/83
- zdobywca Pucharu Zdobywców Pucharów: 1983/84[2]
- zdobywca Superpucharu UEFA: 1984
- zdobywca Pucharu Mistrzów UEFA: 1984/85
- zdobywca Pucharu Interkontynentalnego: 1985[2]